# Семенск
Семенск — село в Пронском районе Рязанской области России, входит в состав Октябрьского сельского поселения.

## География
Село расположено в 8 км на юг от центра поселения села Октябрьское и в 21 км на юго-запад от райцентра посёлка Пронск. 

## История
Село Семенск выселилось из Пронской казачьей слободы из прихода церкви Святителя Николая в 1695 году. Первоначальное построение Никольской церкви должно быть отнесено к началу XVIII века. Упоминание о ней имеется в 1723 году в окладных книгах Каменской десятины. Деревянная Никольская церковь в 1795 году была возобновлена.  
В XIX — начале XX века село входило в состав Дурновской волости Пронского уезда Рязанской губернии. В 1905 году в селе было 378 дворов.
С 1929 года село являлось центром Семеновского сельсовета Пронского района Рязанского округа Московской области, с 1937 года — в составе Рязанской области, с 2005 года — в составе Октябрьского сельского поселения.

## Население
| 1859 | 1897  | 1906  | 2010 |
| ---- | ----- | ----- | ---- |
| 1716 | ↗2441 | ↗3102 | ↘168 |